# Team Astana w sezonie 2008
Team Astana w sezonie 2008 – podsumowanie występów zawodowej grupy kolarskiej Team Astana w sezonie 2008, w którym należała ona do dywizji UCI ProTeams.

## Skład
Opracowano na podstawie:
| Skład drużyny 2008          | Skład drużyny 2008   | Skład drużyny 2008 | Skład drużyny 2008                    |
| Imię i nazwisko             | Data urodzenia       | Państwo            | Poprzednia grupa                      |
| --------------------------- | -------------------- | ------------------ | ------------------------------------- |
| Asan Bazajew                | 22 lutego 1981       | Kazachstan         | Astana (2006)                         |
| Janez Brajkovič             | 18 grudnia 1983      | Słowenia           | Discovery Channel (2007)              |
| Antonio Colom (1 sty–1 sty) | 11 maja 1978         | Hiszpania          | Caisse d'Épargne-Illes Balears (2006) |
| Alberto Contador            | 6 grudnia 1982       | Hiszpania          | Discovery Channel (2007)              |
| Koen de Kort                | 8 września 1982      | Holandia           | Astana (2006)                         |
| Thomas Frei                 | 19 stycznia 1985     | Szwajcaria         |                                       |
| Władimir Gusiew             | 4 lipca 1982         | Rosja              | Discovery Channel (2007)              |
| René Haselbacher            | 15 września 1977     | Austria            | Gerolsteiner (2006)                   |
| Chris Horner                | 23 października 1971 | Stany Zjednoczone  | Predictor-Lotto (2007)                |
| Maksim Iglinski             | 18 kwietnia 1981     | Kazachstan         | Team Milram (2006)                    |
| Siergiej Iwanow             | 5 marca 1975         | Rosja              | T-Mobile (2006)                       |
| Benoît Joachim              | 14 stycznia 1976     | Luksemburg         | Discovery Channel (2006)              |
| Aaron Kemps                 | 10 września 1983     | Australia          | Astana (2006)                         |
| Roman Kireyev               | 14 lutego 1987       | Kazachstan         |                                       |
| Andreas Klöden              | 22 czerwca 1975      | Niemcy             | T-Mobile (2006)                       |
| Berik Kupeshov              | 30 stycznia 1987     | Kazachstan         |                                       |
| Levi Leipheimer             | 24 października 1973 | Stany Zjednoczone  | Discovery Channel (2007)              |
| Julien Mazet                | 19 marca 1981        | Francja            | Auber 93 (2006)                       |
| Andriej Mizurow             | 16 marca 1973        | Kazachstan         | Capec (2006)                          |
| Steve Morabito              | 30 stycznia 1983     | Szwajcaria         | Phonak Hearing Systems (2006)         |
| Dmitrij Murawjow            | 2 listopada 1979     | Kazachstan         | Jartazi-7Mobile (2006)                |
| Daniel Navarro              | 18 lipca 1983        | Hiszpania          | Astana (2006)                         |
| Benjamín Noval              | 23 stycznia 1979     | Hiszpania          | Discovery Channel (2007)              |
| Sérgio Paulinho             | 26 marca 1980        | Portugalia         | Discovery Channel (2007)              |
| Grégory Rast                | 17 stycznia 1980     | Szwajcaria         | Phonak Hearing Systems (2006)         |
| José Luis Rubiera           | 27 stycznia 1973     | Hiszpania          | Discovery Channel (2007)              |
| Michael Schär               | 29 września 1986     | Szwajcaria         | Phonak Hearing Systems (2006)         |
| Tomas Vaitkus               | 4 lutego 1982        | Litwa              | Discovery Channel (2007)              |
| Siergiej Jakowlew           | 21 kwietnia 1976     | Kazachstan         | Astana (2006)                         |
| Andriej Zejc                | 14 grudnia 1986      | Kazachstan         | Capec (2005)                          |
|                             |                      |                    |                                       |
| Źródło: ProCyclingStats     |                      |                    |                                       |